# Kobayashi Iwana
Kobayashi Iwana (sinh ngày 17 tháng 10 năm 1996) là một cầu thủ bóng đá người Nhật Bản.

## Sự nghiệp câu lạc bộ
Kobayashi Iwana hiện đang chơi cho Ventforet Kofu.